# Weihnachtsstern (Symbol)

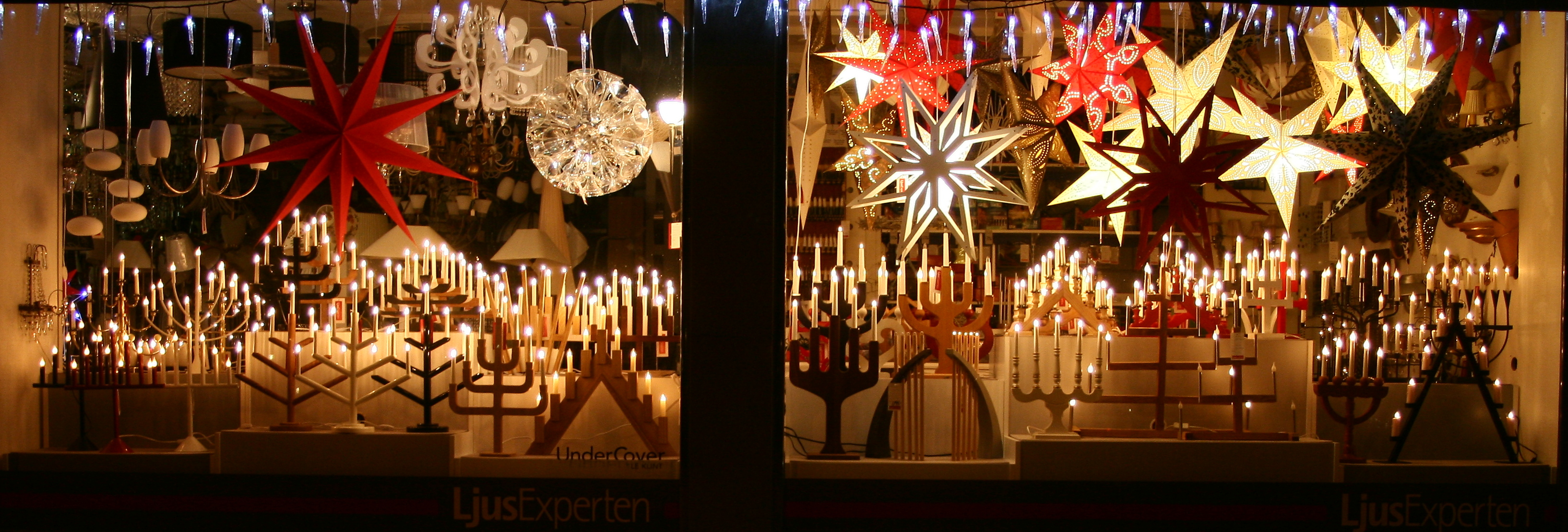
Adventssterne in einem schwedischen Schaufenster.

Der Weihnachtsstern (auch als Adventsstern bezeichnet) ist ein christliches Symbol, das den Stern von Betlehem darstellen soll. Dieser Stern führte dem Matthäusevangelium (Mt 2,1–12 ) zufolge die Weisen aus dem Morgenland zu Jesu Geburtshaus in Betlehem.

## Tradition
Der Weihnachtsstern als Weihnachtsschmuck wird in der Weihnachtszeit in und an Wohnhäusern aufgehängt bzw. auf die Spitze des Weihnachtsbaums gesteckt. Dort bleibt er in der Regel bis zum Fest der Erscheinung des Herrn am 6. Januar. Als wegweisendes Symbol wurde er in der Tradition neben Weihnachtsengel und Weihnachtskrippe zu einem wichtigen Element des Weihnachtsschmucks, das einen direkten Bezug zum Christentum aufweist. Er dient auch als Vorbild für kleinere Elemente beim Christbaumschmuck. Der Weihnachtsstern gilt als Symbol für die biblische Geschichte von Weihnachten.

## Entstehung und erste Datierungen
Schon 1862 annoncierte die Pommersche Brüderanstalt aus Züllchow bei Stettin: „Die Spitze des Baumes schmückt ein großer Weihnachtsstern, der sich durch die gegebene Vorrichtung ganz von selbst dreht, sobald die Lichter des Baumes brennen, und an dessen zwölf Strahlen Engel hängen, die den Baum umschweben und an die Menge der himmlischen Heerschaaren erinnern.“ (Allgemeine Zeitung München) Auf Grund des großen Interesses an der schon ein Jahr zuvor gezeigten Baumspitze bot die Brüderanstalt den Weihnachtsstern mit zwölf großen Wachsengeln im Karton für 8 Taler zur Verwendung an großen Weihnachtsbäumen in hohen Zimmern, Kirchen und Anstaltssälen an. Ferdinand Gregorovius erwähnt 1845, dass ein Junge seinen Weihnachtsstern an einem Stock trug. Um 1870 sollen in Wohnstuben von  Sebnitzer Webern selbstgebastelte flache Leuchtsterne mit pyramidalen Zacken gehangen haben, im Erzgebirge dagegen gab es erst um 1900 Sterne als Advents- und Weihnachtsschmuck.

## Beispiele
- Der Herrnhuter Stern der Herrnhuter Brüdergemeine ist wohl der bekannteste Weihnachtssterntyp und international weit verbreitet.[6]
- Der Annaberger Faltstern wurde 1924 von Karl Friedrich in Annaberg erfunden und 1926 patentiert.[7] Im Jahr 1996 übernahm die Buchbinderei Kraft[8] die Herstellung von Friedrichs Nachkommen.[7] Ihn gibt es neben der ursprünglichen 3D-Version auch als flachen Fensterstern.
- Der Ehrenfriedersdorfer Adventsstern wurde ursprünglich vom VEB Verpackungsmittelwerke Ehrenfriedersdorf – Teil des Kombinats Verpackung – im Rahmen der Konsumgüterproduktion hergestellt.
- Der Hartensteiner Weihnachtsstern aus Hartenstein geht auf ein Musterexemplar von Oswald Härtel aus dem Jahr 1908 zurück und wurde 1948 von dessen Sohn erstmals auf einer Messe der Öffentlichkeit vorgestellt. Die in 14 Farbkombinationen erhältlichen Sterne der Buchbinderei Härtel, die einen Durchmesser von 68 Zentimetern haben[9] sind durch Streifen gegliedert, was den Effekt von Sternenstrahlen erzeugen soll.[10]
- Der Haßlauer Weihnachtsstern wurde 1985 von Matthias Wild aus Wilkau-Haßlau entworfen. Der Grundkörper ist ein Pentagondodekaeder, ein Körper aus zwölf Fünfecken. Der Stern wird mit einem Durchmesser von 60, 65 oder 70 Zentimetern hergestellt. Alle zwölf Spitzen haben die gleiche Größe und Form[11] und laufen – im Gegensatz zum Hartensteiner Stern – weiß aus.[9]
- Der Sebnitzer Weihnachtsstern entstand in Sebnitz.[12] Der heutige, noch in Sebnitz produzierende Hersteller beschreibt den typischen Sebnitzer Weihnachtsstern als einen flachen Leuchtstern mit sechs, acht oder zehn pyramidenförmigen Zacken.[13]
- Der Zwickauer Stern entstand in den 1980er-Jahren in Zwickau[14] und wird bis heute in Handarbeit hergestellt. Es handelt sich um einen kleinen dreidimensionalen, nicht demontierbaren Papierstern mit etwa 16 cm Durchmesser, 12 Spitzen mit fünfeckiger Grundfläche in verschiedenen Farben und in der Regel weißen Spitzen. Meist werden die Sterne im Dreierpack aufgehängt.[15]

## Bildergalerie

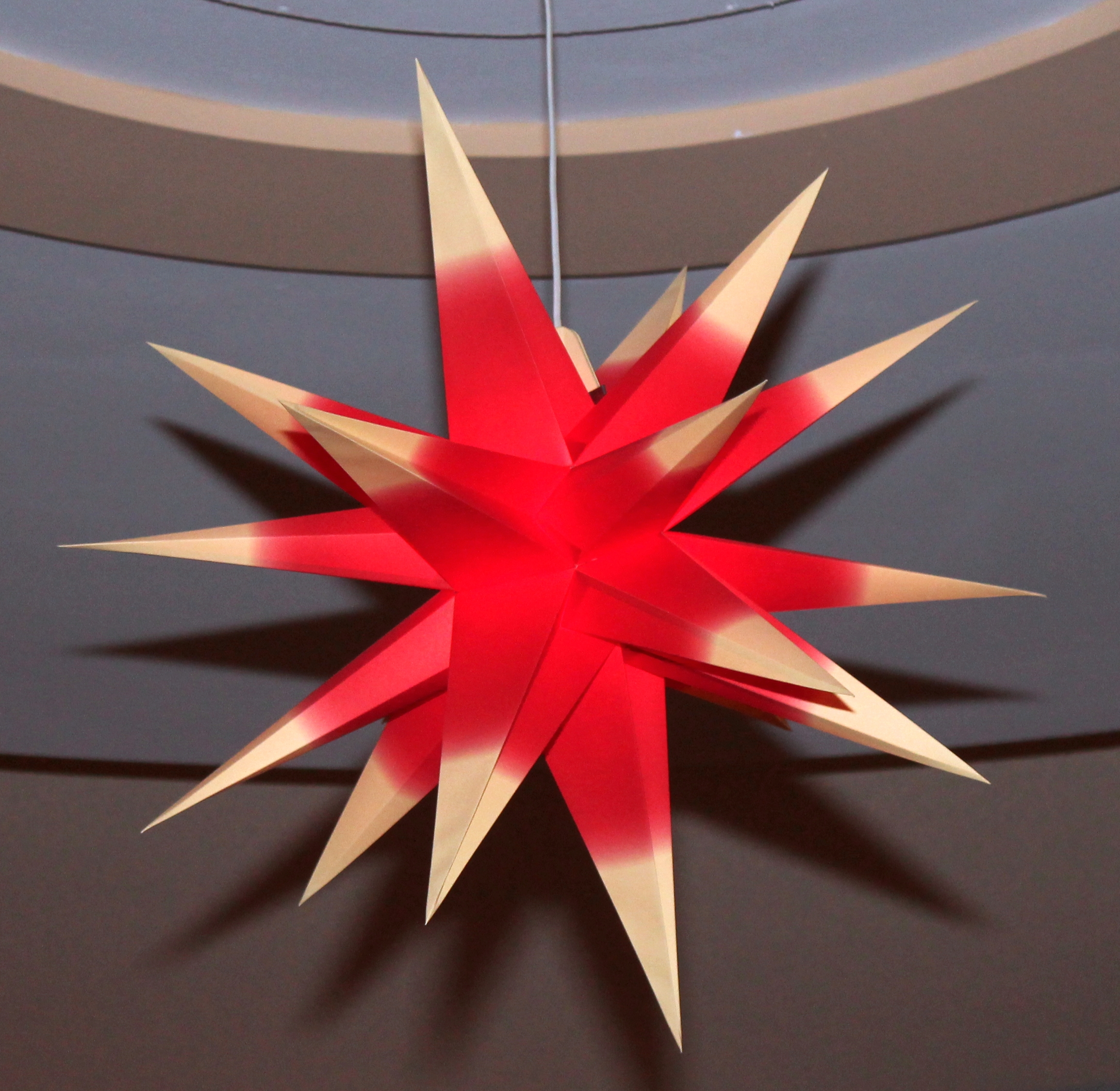
Annaberger Faltstern
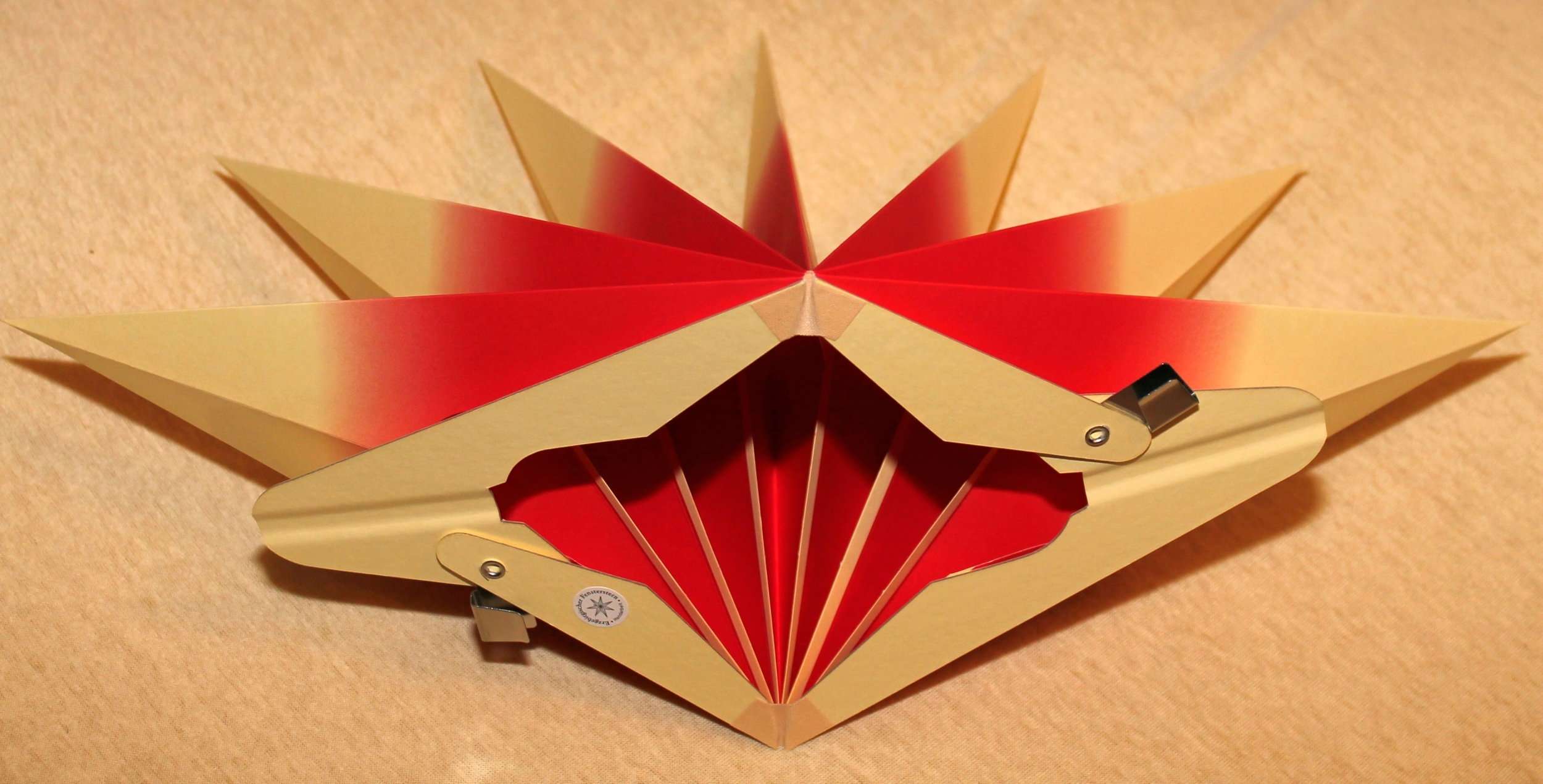
Annaberger Fensterstern
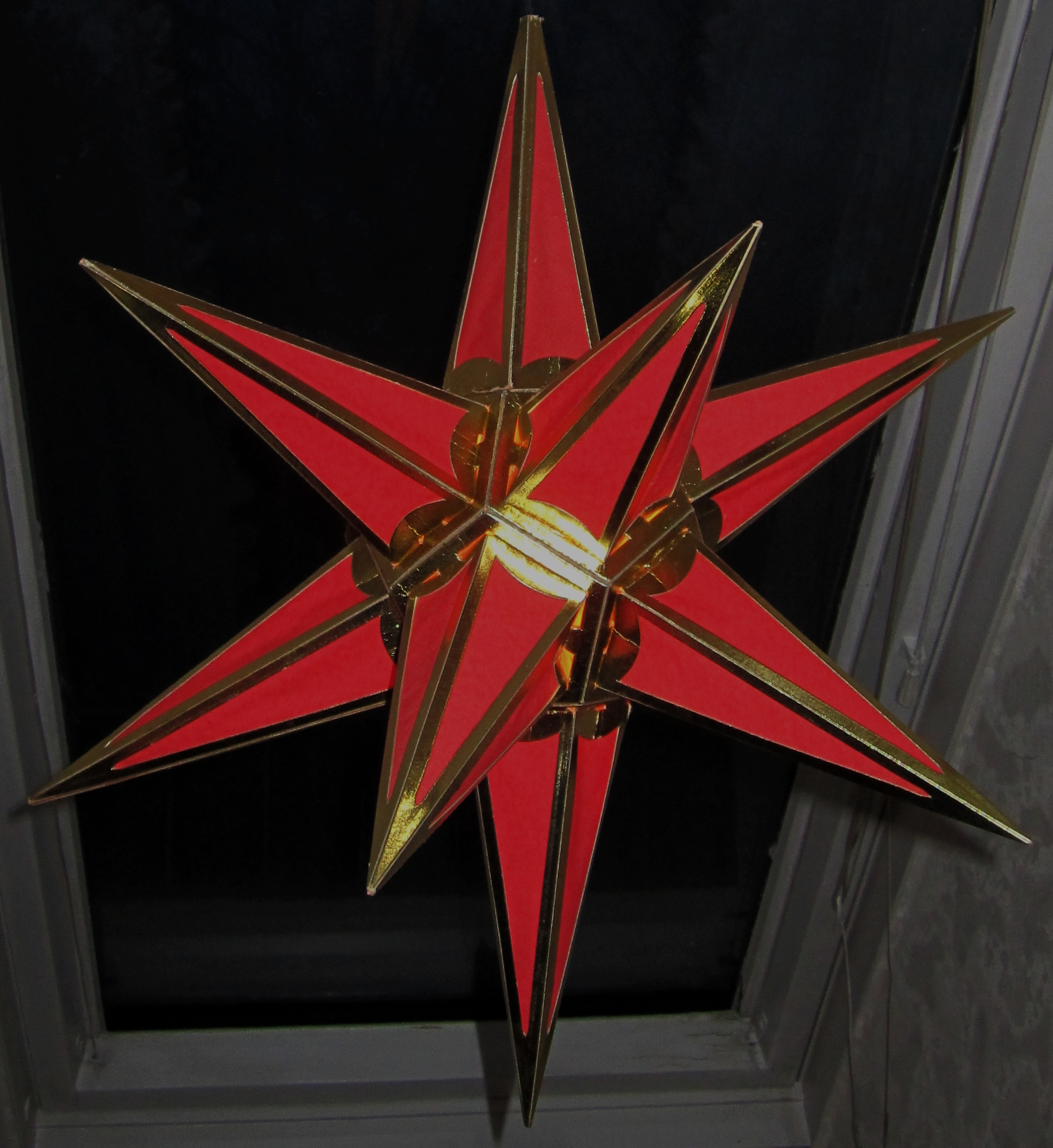
Ehrenfriedersdorfer Adventsstern
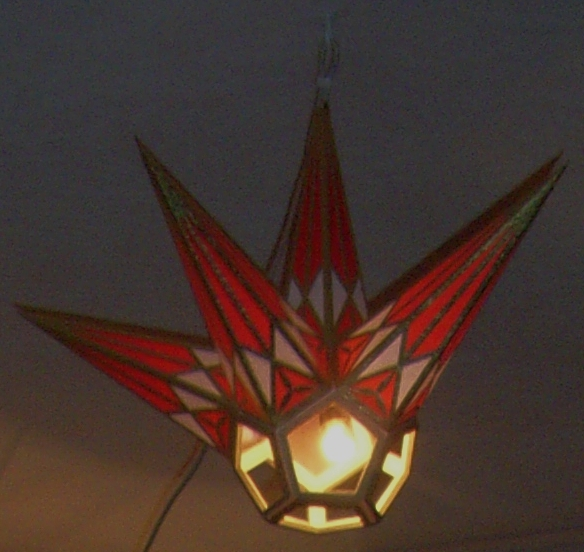
Hartensteiner Adventsstern beim Zusammenbau
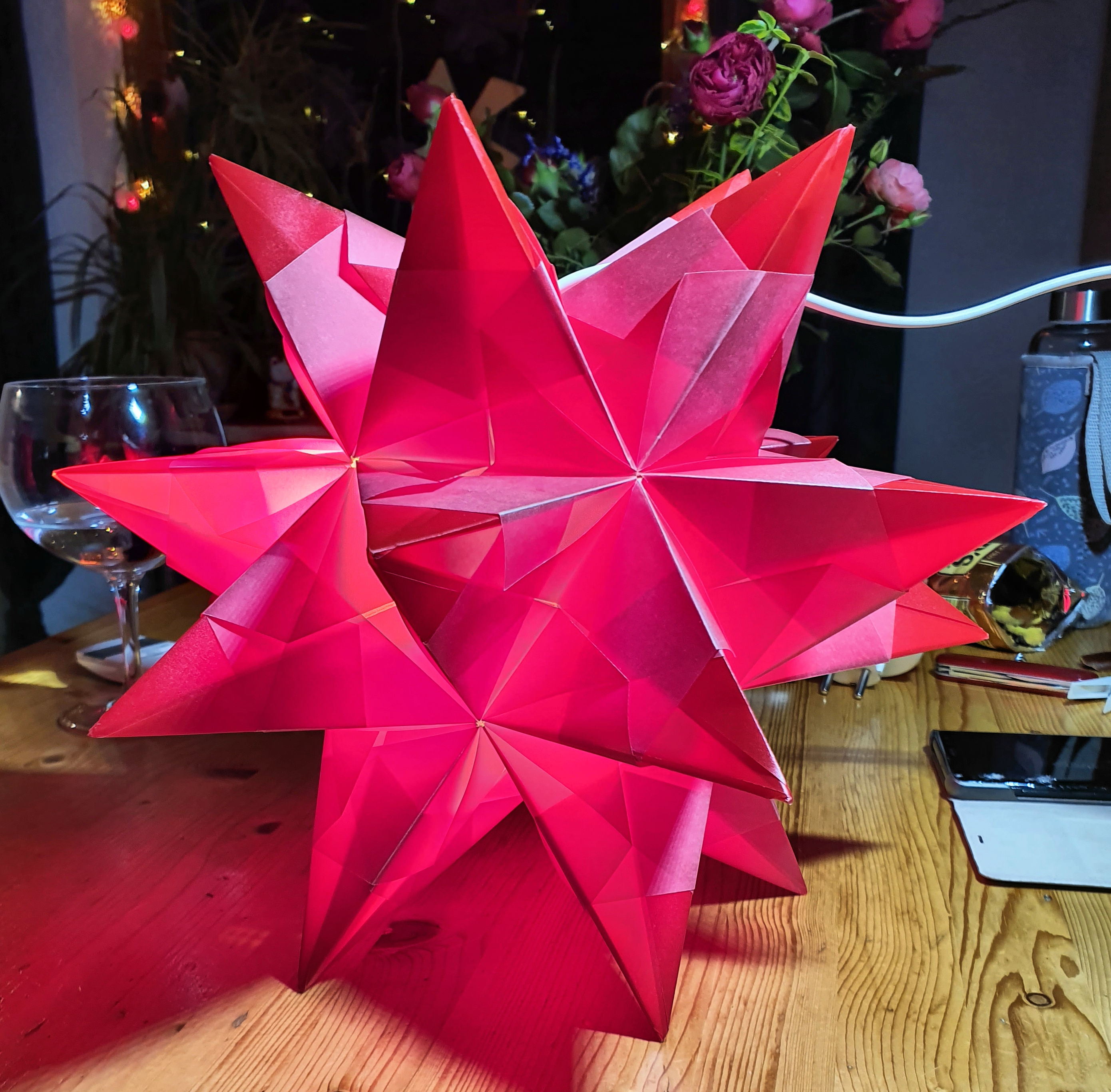
Beleuchteter Bascetta-Stern aus Transparentpapier
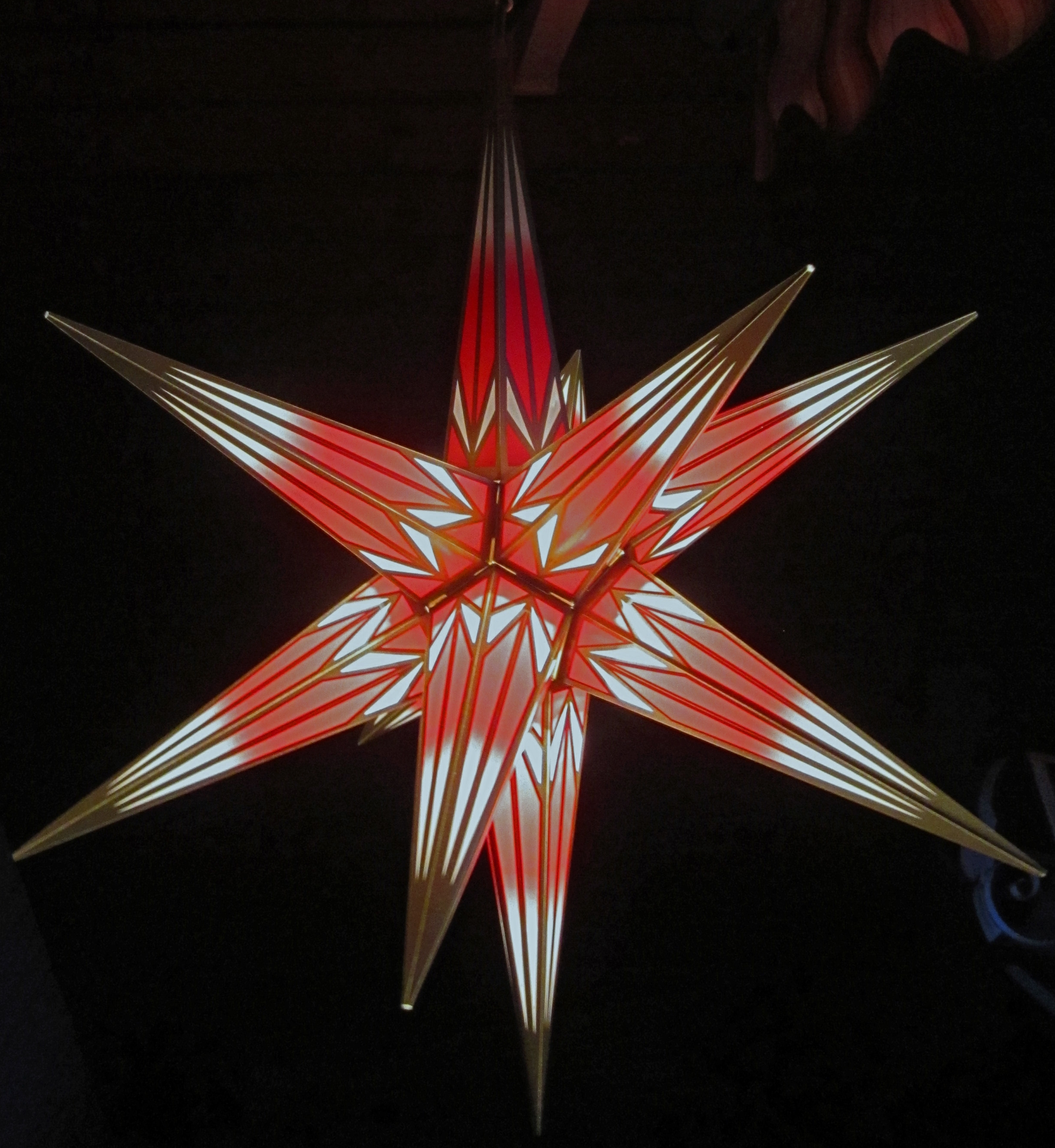
Haßlauer Adventsstern
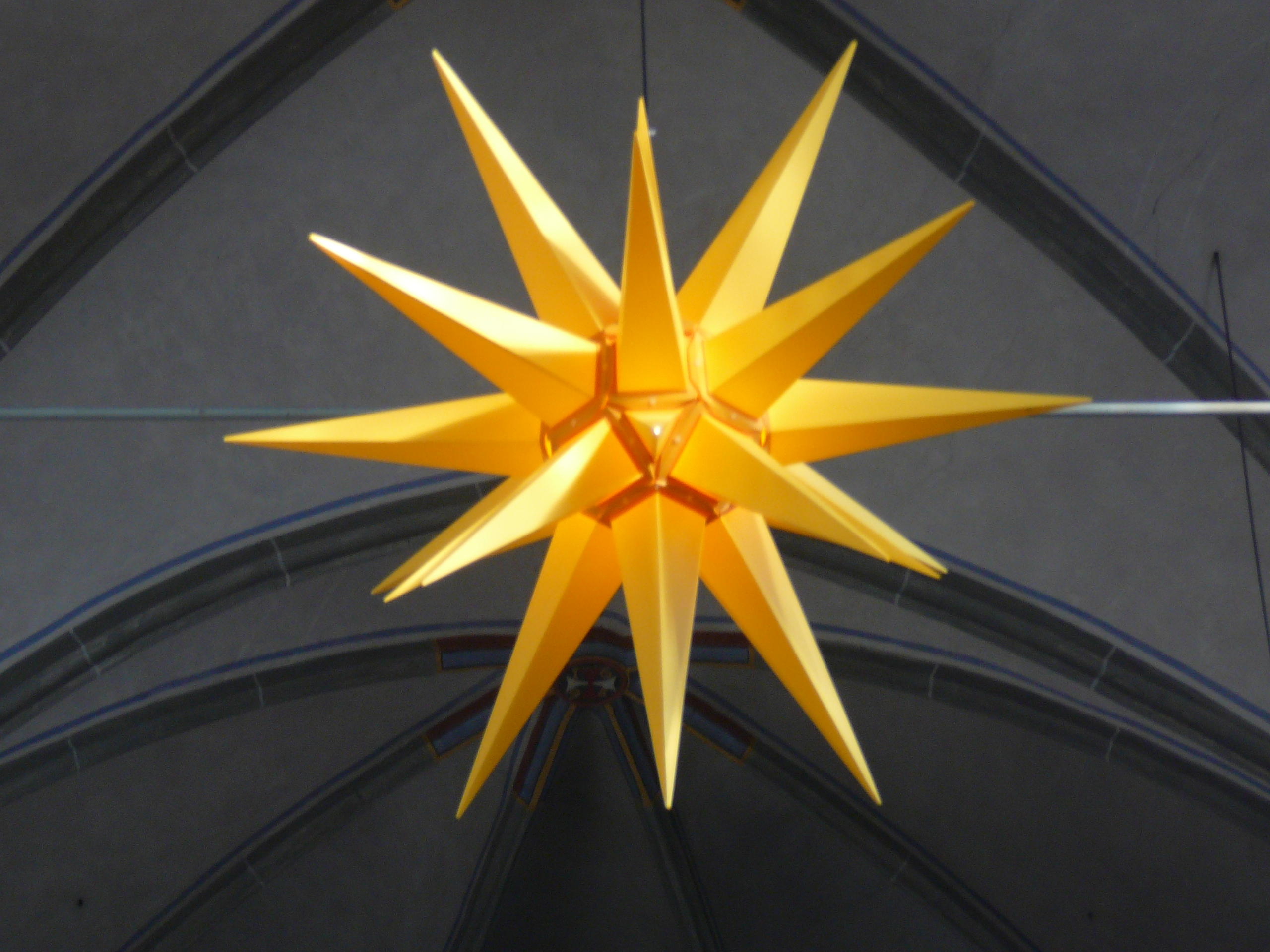
Herrnhuter Stern
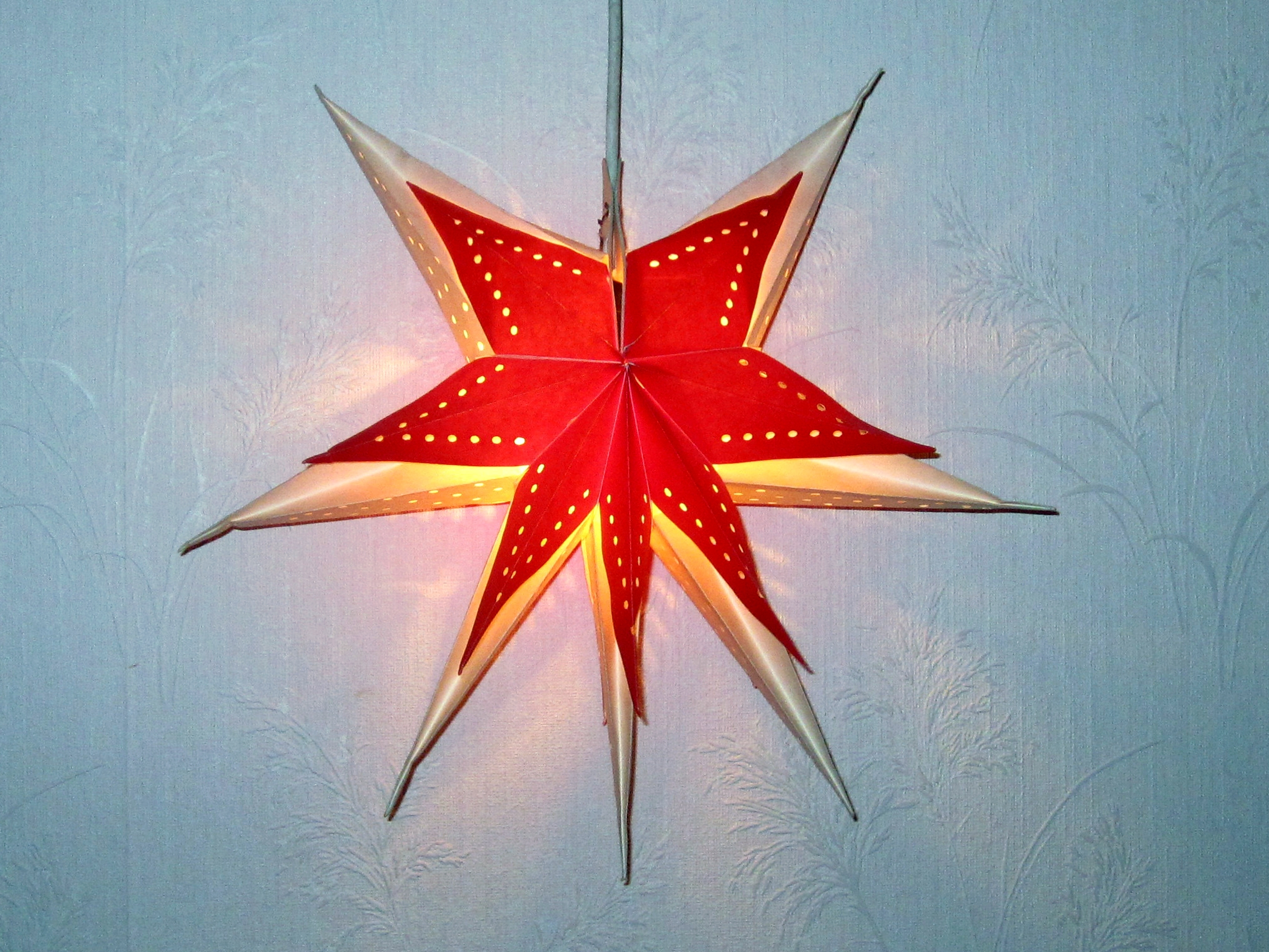
Sebnitzer Stern
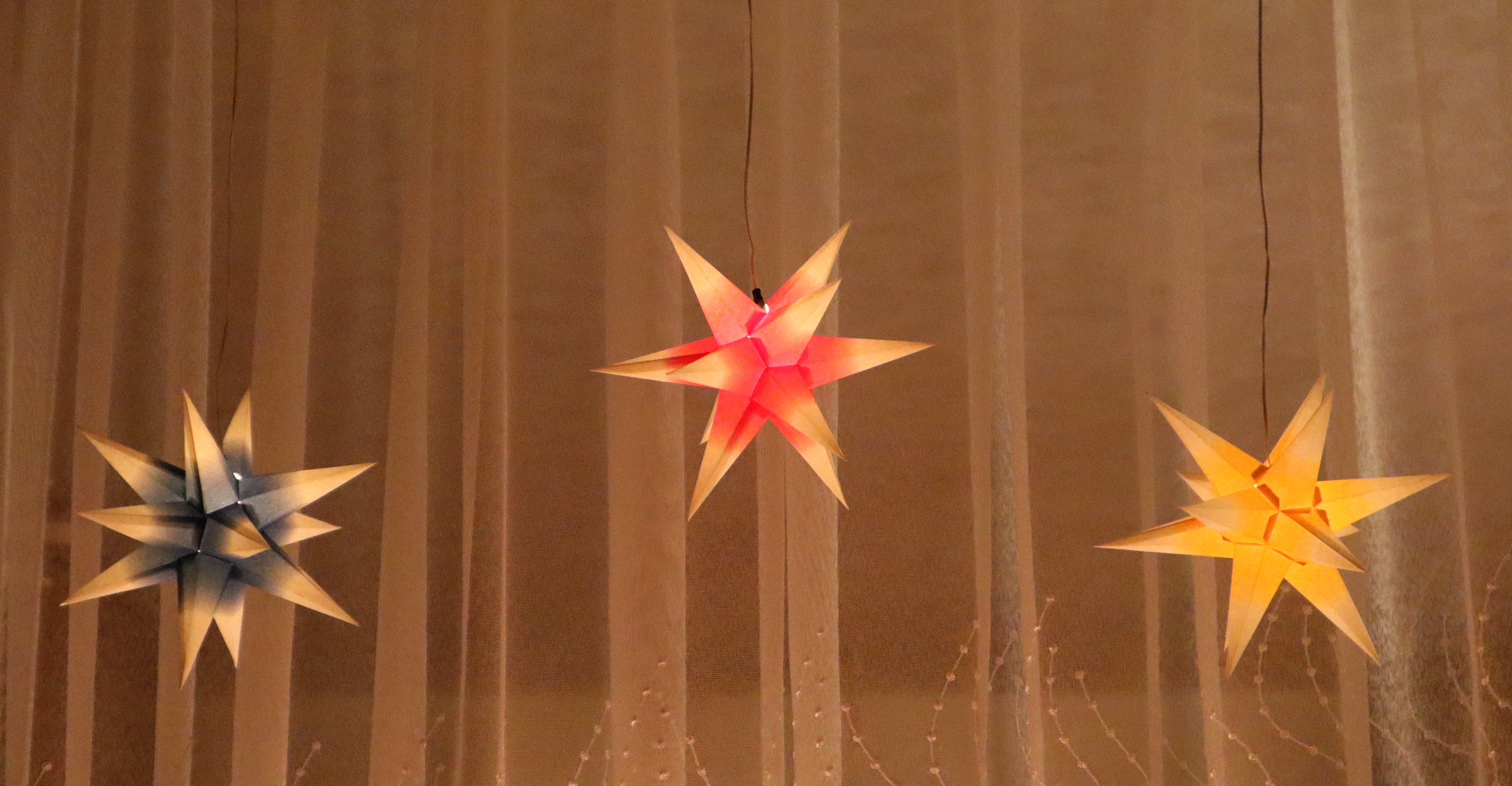
Zwickauer Sterne